# Pál utcai fiúk (film, 1924)
A Pál utcai fiúk Molnár Ferenc 1907-es azonos című regényének 1924-es némafilm-változata, a regény egyik első megfilmesítése volt. Rendezője Balogh Béla, akinek ez a második Pál utcai fiúk filmfeldolgozása, az 1917-es után, amiről nem maradt fenn kópia.
A film fekete-fehér némafilm, jelenleg fellelhető verziója szlovák feliratú, 54 perces, hiányos verzió. A kimaradó jelenetek között van például a grundon lezajló csatajelenet is (ennek egy részlete látható Nemecsek visszaemlékezésében a halálos ágyán), illetve amikor kiderül, hogy a grund helyére házat építenek.
Boka Jánost Verebes Ernő, Nemecsek Ernőt pedig Faragó Gyuri játszotta. A film két operatőre Eiben István, és Nagy Dezső volt, további szereplői pedig: Szécsi Ferenc, Vándory Gusztáv, Pártos Frigyes, Hajnal György, Barabás István, Sipos B. Piroska, Margittay Gyula, Sári Lajos és Papír Magda voltak.
A film jelenleg a Magyar Nemzeti Digitális Archívum és Filmintézet tulajdonában van.
2024-ben a Némafilmhez filmzenét pályázat egyik választható filmje volt (a másik a Simon Judit). A döntős műveket a 2024-es Művészetek Völgyén mutatták be.

## Cselekmény
A Pál utcai grundon játszó diákcsapatot a vörösingesek támadják meg. A Pál utcaiaknak meg kell védeniük a területüket Áts Feri csapata ellen.